# 1973 في فنزويلا
فيما يلي قوائم الأحداث التي وقعت خلال عام 1973 في فنزويلا.

## رياضة
- 1 يناير – الدوري الفنزويلي الممتاز 1973 الفائز نادي بورتوغيزا.

## مواليد

### يناير
- 1 يناير – فرنسيس جاجو
- 1 يناير – هرمان ميخيا
- 7 يناير – رافاييل دوداميل لاعب كرة قدم فنزويلي.

### فبراير
- 17 فبراير – ديفيد مكينتوش لاعب كرة قدم فنزويلي.

### مارس
- 7 مارس – سيزار فارياس
- 9 مارس – لويس فيرا لاعب كرة قدم فنزويلي.
- 14 مارس – لويس فرنانديز ممثل فنزويلي.
- 18 مارس – راؤول تشافيز لاعب كرة قاعدة فنزويلي.

### يونيو
- 3 يونيو – روبرت ماتشادو
- 6 يونيو – كورايما توريس

### يوليو
- 5 يوليو – ريتشارد لوغو لاعب كرة سلة فنزويلي.
- 25 يوليو – كارلوس برافو مبارز بالسيف فنزويلي.

### أغسطس
- 11 أغسطس – روبيرث موران لاعب كرة قدم فنزويلي.

### سبتمبر
- 1 سبتمبر – إيدي سانشيز سياسي إسباني.

### أكتوبر
- 12 أكتوبر – لويس نوغويرا لاعب تايكوندو فنزويلي.

### نوفمبر
- 15 نوفمبر – إيلين أباد ممثلة وعارضة أزياء فنزويلية.
- 24 نوفمبر – كارولاينا ساندوفال

### ديسمبر
- 10 ديسمبر – غابرييلا سبانيك ممثلة فنزويلية.
- 29 ديسمبر – توماس بيريز لاعب كرة قاعدة فنزويلي.

## وفيات

### يناير
- 2 يناير – العازار لوبيز كونتريراس (مواليد 1883) سياسي فنزويلي.